# Gerda Nothmann
Gerda Lina Nothmann (Berlijn, 26 mei 1927 – Indian Head Park, 4 juni 1999) was een Duits Holocaustoverlevende. Haar ervaringen bij het Philips-Kommando in Kamp Vught werden in 2016 gepubliceerd in het boek Philips-meisje van Kamp Vught. Haar levensverhaal.

## Levensloop

### Jeugd
Nothmann werd geboren in Berlijn op 26 mei 1927. Ze was de dochter van rechter Max Nothmann en Adele Ginsberg. Ze had een jongere zus genaamd Vera. Nothmann groeide op in een intellectueel en welgesteld Joods gezin.
Het gezin voelde zich sterk verbonden met Duitsland en nadat Adolf Hitler in 1933 aan de macht was gekomen, bleef het gezin in Duitsland wonen. Haar vader raakte door anti-Joodse maatregelen zijn baan als rechter kwijt, waarna hij zich als advocaat vestigde. Enkele jaren later mocht hij ook zijn werk als advocaat niet meer uitvoeren en werd hij straatveger.
In 1938 maakte haar vader emigratieplannen. Er werd besloten dat Nothmann en haar zusje Vera naar het dan nog veilige Nederland zouden vertrekken, haar ouders zouden later volgen. Het gezin Nothmann had familieleden in de Verenigde Staten, maar emigratie naar dat land was niet mogelijk.

### Emigratie naar Nederland
In 1939 kwamen Nothmann en haar zusje aan in Nederland en werden zij in twee afzonderlijke pleeggezinnen in Breda geplaatst. Nothmann was toen twaalf jaar oud. In het gezin waarin Nothmann terechtkwam, was ze niet gelukkig. In februari 1940 verhuisde ze naar Tilburg en trok ze in bij het gezin Deen, dat twee kinderen had: Klaus en Helga. Haar tijd bij het gezin omschreef ze als "de gelukkigste jaren van haar jeugd". Op 12 mei 1940, kort na het uitbreken van de Tweede Wereldoorlog in Nederland, werden de inwoners van Breda geëvacueerd en vluchtte het pleeggezin waarin haar zusje Vera was opgenomen naar Frankrijk. Aangezien het voor Vera niet meer mogelijk was terug te keren naar Nederland, vertrok zij naar Berlijn en ging bij hun ouders wonen. Voor haar ouders en Vera was het niet meer mogelijk om te emigreren en in maart 1942 werden zij omgebracht in Auschwitz.
Nothmann werd in juli 1941 toegelaten tot de Rijks-HBS in Tilburg, maar kon daar vanwege anti-Joodse maatregelen die in september 1941 werden ingesteld geen les volgen. Vanaf eind 1941 studeerde ze aan het Joods Lyceum in Den Bosch. Het huis waar het gezin Deen woonde werd opgeëist door een NSB'er, waarna het gezin introk bij de grootmoeder van het gezin.

### Internering in Kamp Vught
Samen met het pleeggezin waarbij Nothmann woonde, moest ze zich op 1 juni 1943 melden in Kamp Vught. Haar pleegmoeder liet de namen van Nothmann en haar dochter Helga op de lijst voor het Philips-Kommando plaatsen. Nothmann werd na enkele dagen opgeroepen om een soldeercursus te volgen. Het solderen was vrij lastig voor haar, aangezien ze de soldeerbout moest vasthouden met haar rechterhand, maar zij linkshandig was. Met de hulp van een Philips-zivilist wist ze de soldeertest te halen. Bij het Philips-Kommando werkte ze bij de afdeling radiobuizen. Doordat ze nu bij het Philips-Kommando hoorde, was ze tijdelijk gesperrt van deportatie.
Op 3 juli 1943 werd haar pleegbroer Klaus Deen opgeroepen voor transport naar Kamp Westerbork. Zijn ouders en zusje gingen vrijwillig met hem mee en Nothmann bleef achter in Vught. Ze omschreef dit afscheid als "het grootste trauma van mijn leven". Na het vertrek van het gezin werd Nothmann een stil en teruggetrokken meisje. Het gezin Deen werd op 13 juli 1943 naar Sobibór gedeporteerd en aldaar op 16 juli vergast.

### Transport en tewerkstelling
In juni 1944 werden alle werknemers van het Philips-Kommando gedeporteerd naar Auschwitz. Nothmann en de meeste van haar medegevangenen wisten tot dan toe niet wat Auschwitz was. In haar memories schreef ze: "We waren gewend aan het kampleven, waren weldoorvoed, hadden geen  bezittingen, kenden elkaar allemaal, en geen van ons, behalve mevrouw Poppert, wist wat Auschwitz was." In Auschwitz kwam ze erachter dat haar ouders en zusje hier waren vergast.
Doordat medewerkers van het Philips-Kommando als Facharbeiter werden gezien, werd een groot deel van de vrouwen overgeplaatst naar de Telefunken-fabriek in Reichenbach, waar zij radiobuizen moesten produceren. In deze periode verbleef ze in een gebouw van het kamp Groß-Rosen.
In februari 1945 naderde het Russische leger en werden de werknemers op dodenmars gestuurd. Zij reisden per trein of te voet door Tsjechië en Duitsland. Op 2 mei 1945 werden ze bevrijd. Van de 500 "Philips-meisjes" hadden 382 de oorlog overleefd.

### Emigratie
Na de Tweede Wereldoorlog vertrok Nothmann naar Zweden, waar ze medische zorg kreeg. Doordat ze stateloos was, vreesde ze dat ze naar Duitsland moest terugkeren. Met de hulp van twee ooms in de Verenigde Staten wist ze in februari 1946 naar dat land te emigreren. Ze woonde in Virginia, waar ze in 1947 haar middelbareschooldiploma behaalde. Na de middelbare school koos ze voor de studie biochemie, die ze volgde aan de Virginia Polytechnic Institute and State University. In Chicago ontmoette ze Charles Luner, een Canadese scheikundig metaalkundige. Op 6 augustus 1953 trouwden zij in Montreal. Na haar huwelijk vond ze een baan aan de Universiteit van Syracuse, waar ze gelijktijdig haar masteropleiding volgde. Luner en Nothmann kregen samen twee kinderen. Na de geboorte van haar kinderen richtte ze zich op haar gezin. In de jaren zeventig en tachtig werkte Nothmann voor een reisbureau als zelfstandig adviseur.
Nothmann overleed op 4 juni 1999 ten gevolge van kanker. Ze werd 72 jaar oud.

## Memoires
In 1978 startte Nothmann met het schrijven van haar memoires. Deze kwamen in 1997 in handen van dr. D.B. Jochems, een vroegere klasgenoot van haar uit Tilburg. In een brief aan Jochems schreef ze dat ze haar leven te danken had aan Philips.
Op dat moment was er nog weinig bekend over het Philips-Kommando. Om ervoor te zorgen dat de ervaringen van Nothmann en andere medewerkers van het Philips-Kommando niet verloren zouden gaan, werd de stichting Geschiedschrijving Philips-Kommando Concentratiekamp Vught '43-'44 opgericht. In 2016 publiceerde de stichting de memoires van Nothmann onder de titel Philips-meisje van Kamp Vught. Haar levensverhaal, dat werd geschreven door Sanne van Heijst.
- Biografisch Portaal: 50560330
- Library of Congress Control Number: no2016093992
- Nationale Bibliotheek van Israël: 987007358901705171
- Nederlandse Thesaurus van Auteursnamen: 402307852
- Virtual International Authority File: 151147118336326342525
- WorldCat: E39PBJfRxJKk4ktf9MFVKkVKVC